# Alfredo Srur
Alfredo Srur (Buenos Aires, 1977) es un fotógrafo y artista argentino, fundador y director del Centro de Investigación Fotográfico Histórico Argentino (CIFHA). 

## Biografía
A los 19 años Alfredo Srur abandonó sus estudios de diseño industrial en la UBA y pasó a dedicarse al medio audiovisual. En el año 1995 ganó el 2.º Festival de la Escuela Panamericana de Arte y Diseño de Buenos Aires con su primer cortometraje Raulito, basado en la adaptación del cuento propio El Cuco escrito en 1992.
Su primer trabajo trascendental fue en la película Evita de Alan Parker, donde se desempeñó como asistente de locaciones, pudiendo entablar relación con el director de fotografía Darius Khondji.
En el año 1996 viajó a Estados Unidos, realizó cursos de extensión en la UCLA sobre cine. Comenzó a fotografiar en la ciudad de Los Ángeles, donde también trabajó en TV, teatro y cine. Filmó sus primeros cortos en 16 milímetros: Una pandilla de East L.A. (cuyas filmaciones permanecen extraviadas) y una ficción sobre Dios.
Volvió a la Argentina a mediados de 1998 y al año siguiente comenzó a trabajar, de la mano de Rafael Calviño y Jorge Sáenz, en Revista XXI. Así desarrolló su oficio como fotógrafo, siendo la última generación de fotografía analógica. También trabajó en el plantilla de Página 12, Diario Perfil y Revista La Nación. Ha publicado parte de su trabajo en Rolling Stone, National Geographic (México), El País (España), Internazionale (Italia), Gatopardo (Colombia), Etiqueta Negra (Perú), entre otros. 
En 2001 fue becado por la Fundación Nuevo Periodismo y fue dos veces finalista de su premio Nuevo Periodismo Iberoamericano (2003 y 2008) con el artículo Pablo en nuestra piel y Antiguos Mambos. En 2006 obtuvo la beca del Fondo Nacional de las Artes y de la Fundación Avina (Brasil). Al año siguiente, la del Fondo Metropolitano de la Cultura, las Artes y las Ciencias del Ministerio de Cultura de la Ciudad de Buenos Aires, para la impresión de su primer libro Geovany No Quiere Ser Rambo. Una historia de Medellín, dentro de la Colección Fotógrafos Argentinos.
Parte de las fotografías de Srur forman parte de la colección Leticia y Stanislas Poniatowski (México), del Centre Regional de la Photographie Nord Pas-de-Calais (Francia), de Rabobank/Panorama de la Fotografía Argentina (donada al Museo Nacional de Bellas Artes Argentina); de Galerie Julian Sander (Alemania), las colecciones privadas de Jean Louis Lariviere, Alexis Fabri y Wallis Franklin, entre otros.

## Producción fotográfica
Los siguientes ensayos forman parte de su obra desde el año 1997 hasta la actualidad: 
- Los Ángeles (1997/1998)
- El Impenetrable Chaqueño (1998 y 2008)
- Familias (1999/2001)[5][6]
- La Hiena Barrios (1999/2001)[7]
- Sin Título (1999/2003)
- Batallón 601 (2014)
- Prisión San Diego (2001)
- Geovany no Quiere Ser Rambo (2001 y 2005)[8][9]
- Heridas (2002/2015)[10][11]
- Prisión Vantaa (2006)[12]
- Ciudades del Este (2008)[13]
- Zona Sur (2009/2014)[14][15]
- Las Sales del Tiempo (2014/2016)
- Espejos de Plata (2017)[16]

Algunas de estas series fueron publicadas en los siguientes libros:
- Episodios Argentinos. Publicado por Alfaguara (en conjunto con otros cuatro fotógrafos: Pablo Piovano, Gonzalo Martínez, Gustavo Mujica, y Bernardino Ávila, incluyendo textos de Tomás Eloy Martínez y acuarelas de Fermín Eguia). (2002)
- Geovany no quiere ser Rambo. Una Historia de Medellín. Colección Fotógrafos Argentinos. Publicado por Dilan Editores. Prefacio por Cristian Alarcón. (2010)
- Heridas. Publicado por Galerie Julian Sander, Berlín, Alemania. Prefacio por Pierre Devine. (2015)
- Zona Sur. Publicado por FUERA! Fotogalería a Cielo Abierto. Prefacio por Daniel Melingo. (2015)

Su obra forma parte del Centre Regional de la Photographie Nord Pas-de-Calais, Francia; la Colección Rabobank/Panorama de la fotografía argentina (donada al Museo Nacional de Bellas Artes Argentina); las colecciones de Leticia y Stanislas Poniatowski (México), Jean Louis Lariviere, Wallis Franklin,  Alexis Fabri y Julian Sander, entre otros. Ha expuesto su trabajo en el año 2014 en "Galerie Julian Sander" en Colonia, Alemania, Paris Photo (2014/2015), SP Arte Sao Paulo (2015), European Month of Photography, Berlín (2016), Amerika Haus, Múnich (2018) y también en Foto Galería del Teatro San Martín (2006 y 2021) y el Centro Cultural de la Memoria Haroldo Conti (2014). 

## Fundación de CIFHA
A partir del año 2013 Alfredo Srur empezó a interesarse por la conservación de las fotografías argentinas con el descubrimiento fortuito de una vieja colección estereoscópica.
El primer archivo que conseguí como tal eran positivos estereoscópicos en vidrio de una casa de Recoleta que tiraron en un volquete, que lo recuperó uno de los obreros trabajando en la remodelación y se lo lleva a Ciudad Evita. Yo fui a buscarlo ahí, mil placas de vidrio estereoscópicas. Y ese fue el comienzo de sentir algo muy extraño; eran placas grandes originales del siglo XIX y principios del XX.
A partir de allí y con la incorporación de nuevas colecciones Srur fundó el Centro de Investigación Fotográfico Histórico Argentino (CIFHA), uno de los primeros centros de investigación dedicado a la fotografía argentina desde el siglo XIX hasta la actualidad. Como Director de esta Institución obtuvo Mecenazgos por la Ciudad Autónoma de Buenos Aires en los años 2016, 2017, 2018, 2019, para la puesta en valor de los siguientes fondos documentales: el acervo estereoscópico del médico y fotógrafo aficionado Bernardo Croce, la colección de Carte de Visite y Portrait Cabinet de CIFHA, el acervo de Alejandro del Conte, el de Ramón Ruda Dorrego y el fondo Harry Grant Olds. El programa de digitalización de acervos fotográficos de CIFHA fue declarado de Interés Cultural por el Ministerio de Cultura de la Nación en el año 2017. En el año 2018 CIFHA obtuvo su personería jurídica. Desde entonces la institución ha ganado varios subsidios internacionales: en 2023 el Endangered Archives Programme (EAP) otorgado por la British Library, subsidió el proyecto “Preservation and digitisation of César Sánchez Bonifato´s photographic archives (1882–1946): indigenous culture and immigration across Latin America and Europe.” y en 2025 el Modern Endangered Archives Programme (MEAP) de la Universidad de California, subsidió el proyecto “The Forgotten Life and Papers of Alejandro C. Del Conte. Preserving the photographic and filmic work of Alejandro Del Conte (Argentina, 1897-1952), a pioneer of cinema and an advocate of photographic art.”  

## Galería de fotos
|                                                        |
| Geovany no quiere ser Rambo. "Chapo". (Medellín, 2001) |

|                                                               |
| Geovany no quiere ser Rambo. "Geovany Norma" (Medellín, 2001) |

|                                                               |
| Las sales del tiempo. "Tumba de Fox Talbot" (Wiltshire, 2016) |

|                                        |
| Heridas "El Isra" (Buenos Aires, 2005) |

|                                        |
| Heridas "La Mary" (Buenos Aires, 2002) |

|                                        |
| La Hiena Barrios (Mar del Plata, 2000) |

|                               |
| Familias (Buenos Aires, 1999) |

|                                  |
| Prisión Vantaa (Helsinski, 2006) |

|                                         |
| Ciudades del Este (Foz de Iguazú, 2008) |

|                                 |
| Sin Título (Buenos Aires, 2003) |

|                               |
| Familias (Buenos Aires, 1999) |

|                                           |
| Ciudades del Este (Ciudad del Este, 2008) |

|                               |
| Zona Sur (Buenos Aires, 2009) |

|                               |
| Zona Sur (Buenos Aires, 2009) |

|                                           |
| Ciudades del Este (Ciudad del Este, 2008) |

|                                   |
| Batallón 601 (Buenos Aires, 2014) |

|                                    |
| Espejos de Plata (Mansfield, 2014) |

|                                       |
| Espejos de Plata (Buenos Aires, 2014) |

|                                               |
| Prisión San Diego (Cartagena de Indias, 2001) |